# 白井美由里
白井 美由里（しらい みゆり、1963年1月2日 - ）は、日本の商学者。専門は消費者行動、マーケティング。慶應義塾大学商学部教授。大同メタル工業取締役。元ニチレイ取締役。

## 人物・経歴
1987年カリフォルニア大学サンタクルーズ校卒業、B.A.（コンピュータサイエンス、応用数学）。1993年明治大学大学院経営学研究科博士前期課程修了、修士（経営学）。1995年から96年までペンシルベニア大学ウォートン・スクール留学。1998年東京大学大学院経済学研究科博士課程単位取得退学。専門は消費者行動、マーケティング。
1998年横浜国立大学経営学部専任講師。1999年横浜国立大学経営学部助教授、デューク大学フークア・ビジネススクール客員研究員（フルブライト研究員）。2001年横浜市行政改革推進懇話会委員。2002年神奈川県統計報告調整審議会委員。2004年博士（経済学）（東京大学）。2005年ニチレイ取締役。同年日本商業学会奨励賞受賞。2007年農林水産省飼料価格高騰等の畜産をめぐる状況変化への理解醸成のための中央推進協議会委員。
2009年横浜国立大学経営学部教授。2010年文部科学省教科用図書検定調査審議会臨時委員。2011年横浜国立大学大学院国際社会科学研究科教授。2015年慶應義塾大学商学部教授。2017年日本学術振興会科学研究費委員会専門委員 。2019年Global Conference on Business Management and Economics Best Paper Award受賞。2021年文部科学省教科用図書検定調査審議会委員。2022年大同メタル工業取締役。

## 著作
- 『消費者の価格判断のメカニズム : 内的参照価格の役割』千倉書房 2005年
- 『このブランドに、いくらまで払うのか』日本経済新聞社 2006年
- 『品質,価格,そしてブランド : 消費者心理とマーケティング』品質月間委員会 2007年
- 『消費者行動論 : 購買心理からニューロマーケティングまで』（守口剛, 竹村和久編著, 新倉貴士, 神山貴弥, 丸岡吉人と共著）八千代出版 2012年